# Jaime Drago
Pour les articles homonymes, voir Drago.
Jaime Mario Drago Maturo, né le 14 janvier 1959 à Lima au Pérou, est un footballeur péruvien. Il jouait au poste de milieu de terrain. 
Son père et son frère aîné, Roberto Drago Burga et Roberto Drago Maturo respectivement, étaient eux aussi footballeurs.

## Biographie

### Carrière en club
Surnommé Diablo (« le diable »), Jaime Drago est formé au Lawn Tennis dès l'âge de 13 ans. Mais c'est au Deportivo Municipal qu'il fait ses débuts professionnels en 1976 à l’âge de 17 ans. Il y est vice-champion du Pérou en 1981 et dispute la Copa Libertadores l'année suivante (six matchs et un but).
En 1983, il rejoint l'Universitario de Deportes et devient le meilleur buteur du championnat 1984 (ex aequo avec Francisco Montero) avec 13 buts. Il sera sacré deux fois champion du Pérou avec l'Universitario en 1985 et 1987 et participe avec ce dernier club à deux éditions de la Copa Libertadores, en 1985 et 1986 (10 matchs joués en tout pour deux buts marqués). 
Jaime Drago a l'occasion de s'expatrier d'abord en Équateur, au SD Aucas en 1987, puis au Venezuela, au Deportivo Italia, entre 1988 et 1989.
De retour au Pérou, il joue successivement pour le Deportivo San Agustín en 1990, le Sport Boys en 1991 et met fin à sa carrière au Meteor-Lawn Tennis en 1992.

### Carrière en équipe nationale
Jaime Drago ne dispute qu'une seule rencontre avec l'équipe du Pérou, à l'occasion d'un match amical face au Mexique, le 1er novembre 1979 à Monterrey (défaite 1-0).

## Palmarès
| Deportivo Municipal - Championnat du Pérou : - Vice-champion : 1981. |  | Universitario de Deportes - Championnat du Pérou (2) : - Champion : 1985 et 1987. - Vice-champion : 1984. - Meilleur buteur : 1984 (13 buts). |  | Sport Boys - Championnat du Pérou : - Vice-champion : 1991. |